# Bicho de Pé
Bicho de Pé est un groupe brésilien de forró, originaire de São Paulo, dans l'État de São Paulo.

## Histoire
Formé en 1998 à São Paulo, il compose et joue de la musique brésilienne régionale, en mettant l'accent sur les rythmes dansants du nord et du nord-est, tels que le xote, le baião, samba, forró, xaxado, maracatu, carimbo, et arrasta-pé,,. Il a déjà enregistré et joué avec de grands noms de la musique populaire brésilienne tels que Dominguinhos, Elba Ramalho, Chico César, Ivete Sangalo, Fagner, Zeca Baleiro, Rita Benneditto, Maria Gadú, Daniela Mercury, Geraldo Azevedo, Toni Garrido et Luiza Possi,. Ils font déjà connaître leur travail dans plus de 15 pays lors de neuf tournées internationales.
Leur premier album, Com o Pé nas Nuvens, sorti en 2001, se vend à plus de 200 000 exemplaires, et ils sortent le morceau Nosso Xote, qui atteint la troisième place à la radio au Brésil,. En 2014, ils participent au programme Superstar sur TV Globo,. En 2017, l'ancienne participante de The Voice Brasil, Carla Casarim, devient la nouvelle chanteuse du groupe. 

## Discographie

### Albums studio
- 2001 : Com o Pé nas Nuvens[8]
- 2008 : Que Seja
- 2009 : Bicho de Pé - 10 Anos (DVD)
- 2012 : A Vida Vai
- 2013 : Olhando Pra Lua - Tributo a Luiz Gonzaga